# Alexandru II Ghica
Alexandru Ghica (1796 – 1862) è stato un nobile rumeno.
Di origine arumena, fu principe di Valacchia dall'aprile 1834 al 7 ottobre 1842  e in seguito fu kaymakan dal luglio 1856 all'ottobre 1858.